# Fritz García-Gallont
Fritz García-Gallont Bischof (n. 9 de agosto de 1955) es un político guatemalteco. Es miembro del Partido Unionista. Se desempeñó como Ministro de Comunicaciones, Infraestructura y Vivienda
(16 de enero de 1996 a julio de 1999) en el gabinete del presidente Álvaro Arzú. Fue alcalde de Ciudad de Guatemala en el periodo 2000-2004. Su candidatura a la presidencia en las elecciones de 2003 y 2007 no tuvo éxito. Actualmente es el comandante general de los Bomberos Municipales. 
Es vicepresidente de la Cámara de Comercio Guatemalteco-Alemana y miembro de junta directiva de la Asociación de Exportadores de Café (ADEC).